# مورفة هرقل
مورفة هرقل (الاسم العلمي: Morpho hercules) هي نوع من الحشرات يتبع جنس المورفة من فصيلة الحورائيات.